# Leucospis miniata
Leucospis miniata är en stekelart som beskrevs av Johann Christoph Friedrich Klug 1834. Leucospis miniata ingår i släktet Leucospis och familjen Leucospidae.
Artens utbredningsområde är Egypten. Inga underarter finns listade i Catalogue of Life.